# Малиновка (Лоевский район)
Малиновка (бел. Малінаўка) — агрогородок, центр Малиновского сельсовета Лоевского района Гомельской области Беларуси.

## География

### Расположение
В 35 км на северо-запад от Лоева, 65 км от железнодорожной станции Речица (на линии Гомель — Калинковичи), в 87 км от Гомеля.

### Гидрография
На реке Брагинка (приток реки Днепр).

## Транспортная сеть
Транспортные связи по просёлочной, затем автомобильной дороге Брагин — Холмеч. Планировка состоит из прямолинейной улицы, близкой к широтной ориентации, к которой с запада под острым углом присоединяется короткая прямолинейная улица. Застройка преимущественно деревянная, усадебного типа.

## История
Основана в 1897 году как хутор Малинки, который состоял из одного двора и 11 жителей. В 1926 году Малинки переименованы в Малиновку, проживало 57 человек. В 1931 году жители вступили в колхоз. Во время Великой Отечественной войны немцы в 1943 году сожгли деревню и убили 11 жителей. В боях за деревню и окрестности в ноябре 1943 года погибли 599 советских солдат (похоронены в братской могиле в центре деревни). На фронтах и в партизанской борьбе погибли 112 жителей деревень Удалёвка, Вулкан, Рудня Удалёвская, Карповка, Лесуны, Хатки, Малиновка, память о них увековечивает скульптура солдата, установленная в 1972 году рядом с братской могилой.
В результате катастрофы на Чернобыльской АЭС подверглась радиационному загрязнению и отнесена к категории населённых пунктов с правом на отселение. С 3 декабря 1981 года центр Малиновского (бывшего Новоборщёвского) сельсовета Лоевского района Гомельской области. Центр колхоза имени К. Маркса (ныне — КСУП «Малиновка-Агро»). Размещаются комбинат бытового обслуживания, 9-летняя школа, Дом культуры, библиотека, фельдшерско-акушерский пункт, столовая, магазин, отделение связи, детские ясли-сад.
В состав Малиновского сельсовета входили до 1976 года посёлок Виноградовка (до 1938 года Городок), до 1993 года — посёлок Бодрый, до 1998 года — посёлок Кирово (до 1938 года посёлок Зарезов), деревни Рудня Удалёвская, Карповка, Лесуны (сейчас не существуют).

## Население

### Численность
- 1999 год — 117 хозяйств, 355 жителей.

### Динамика
- 1930 год — 14 дворов 62 жителя.
- 1940 год — 22 двора, 74 жителя.
- 1959 год — житель (согласно переписи).
- 1999 год — 117 хозяйств, 355 жителей.